# Cambundi-Catembo
Cambundi-Catembo – miasto w Angoli, w prowincji Malanje.